# Walter Achatz
Walter Achatz (* 1960) ist ein deutscher Architekt. Sein Architekturbüro Atelier Achatz Architekten führt er zusammen mit seiner Frau in München.

## Werk
- 1997–2001: Probengebäude der Münchner Kammerspiele in München (zusammen mit Gustav Peichl und Stefan A. Schumer)
- um 2004–2005: Citydome in Rosenheim
- 2008: Restaurierung des Cuvilliés-Theaters in München
- ab 2009: fünf Cinemaxx-Kinos in Russland